# عبد الفتاح أبو مدين
عبد الفتاح أبو مدين (1925- 2019) أديب وإعلامي وناقد سعودي، من رواد العمل المؤسسي الثقافي في السعودية، وكان رئيسًا لنادي جدة الأدبي، أصدر جريدة (الأضواء) وهي أول جريدة تصدر في جدة خلال الحكم السعودي، شراكةً مع محمد سعيد باعشن ومحمد أمين يحيى عام 1957، وكُرّم في مؤتمر الأدباء السعوديين الثالث عام 2009، وصدرت له أكثر من 10 مؤلفات، وترجع أصوله إلى ليبيا فقد ولد في بنغازي عام 1925، لكنه نشأ وترعرع في المدينة المنورة.

## مسيرة حياته
شغل منصب رئيس النادي الأدبي الثقافي بجدة،. شهد النادي في عهده (1980-2006)، نشاطات وإسهامات ثقافية متنوعة، وإليه ينسب الفضل في صياغة سياسات النادي المرتبطة بالمجتمع وتنويع منتجاته وأدواره من إقامة محاضرات وندوات ومؤتمرات، وأعمال مطبوعة ودوريات متخصصة وترجمة. أسهم في إصدار عدد من الدوريات الشهيرة على مستوى العالم العربي، كجذور الخاصة بنقد التراث العربي، ونوافذ الخاصة بالترجمة للأعمال الأدبية العالمية، وعلامات للنقد الثقافي والأدبي، والراوي، وعبقر. كما أسس مجلة الرائد الثقافية، وفي عهده تم تأسيس كيان (ملتقى النص) التابع للنادي الأدبي والثقافي بجدة، وجماعة (حوار). رأس تحرير صحيفة البلاد (صوت الحجاز) لمدة سبعة سنوات، وأسهمت سياساته في الخروج بالمؤسسة الصحافية العريقة من المديونية إلى الربحية بفائض ضخم. كما رأس تحرير المحلق الأسبوعي لصحيفة عكاظ، وجعله ينافس العدد اليومي المدعوم مالياً.أسس مع محمد أمين يحيى صحيفة الأضواء التي دخلت في حرب مع أرامكو في عهد الملك سعود و نتيجة للحملات المكثقة اغلقت الصحيفة.

## من مؤلفاته
- الفتى مفتاح سيرة ذاتية
- أمواج وأثباج (نقد أدبي).
- في معترك الحياة. (دراسات أدبية).
- وتلك الأيام. (تجربة صحافية)
- الصخر والأظافر. (دراسات نقدية).
- حمزة شحاتة ظلمه عصره. (قراءات تأملية).
- حكاية الفتى مفتاح. (سيرة ذاتية).
- هؤلاء عرفت.
- أيامي في النادي.
- لن أسافر.[3]
- ألف صفحة وصفحة من الأدب والنقد.[7]
- الحياة بين الكلمات.
- الذين ضل سعيهم.[8]

## إصدارات
أصدر عبر نادي جدة الأدبي، أثناء رئاسته عدد من المجلات، وهي:
- مجلة نوافذ لترجمة الأدب العالمي الدورية.
- مجلة جذور للتراث العربي الدورية.
- مجلة علاقات.
- مجلة الراوي.
- مجلة عبقر.[3]

## قيل عنه
- قال عنه الناقد عبد الله الغذامي : «سنسجل لعبد الفتاح أبومدين هذا الدور الفاعل الحقيقي في تفعيل الثقافة وفي تحريكها وفي جعل العمل الثقافي يتحول إلى إنتاج فعلي.»
- صدر عنه كتاب تكريمي عنوانه (مسيرة عطاء الفتى مفتاح) وهو عبارة عن مجموعة كبيرة من التوقيعات التي كتبها مثقفون سعوديون عايشوا مسيرة عبد الفتاح أبو مدين، تعبيرا عن الامتنان لتجربته ودوره الريادي.[5]